# Minority SafePack
A Minority SafePack vagy Minority SafePack Initiative (MSPI), teljes nevén Minority SafePack – one million signatures for diversity in Europe (az angol kifejezés magyarul am. Mentőcsomag a kisebbségek számára – Egymillió aláírás az európai sokszínűségért) egy 2013-as európai polgári kezdeményezés, melynek célja, hogy a nemzeti, etnikai és nyelvi kisebbségvédelem bizonyos területei az európai uniós jog részei legyenek. A kezdeményezéssel akkor foglalkozik érdemben az Európai Bizottság (EB), ha 2018. április 3-ig összesen több mint egymillió hiteles aláírást sikerül összegyűjteni az Európai Unió (EU) legalább 7 tagállamában. A kezdeményezés sikeresen lezárult és az összegyűjtött aláírások hitelesítése 2018 nyarán megtörtént. Mivel a kezdeményezést csak egy alkalommal lehet benyújtani, így előzetes egyeztetést szerettek volna kérni az EB elnökétől. Mivel az EB elnöke nem kívánt előzetesen egyeztetni a szervezők szándékairól, ezért annak tudatában, hogy az európai parlamenti választásokra hamarosan sor kerül, a kezdeményezést lebonyolító szervezet úgy döntött, hogy a választások után megalakuló új bizottságnak fogják benyújtani az aláírásokat. Ez végül 2020. január 10-én történt meg. Az MSPI alapján kidolgozott törvénykezdeményezési javaslatokat 2020. február 5-én mutatták be az Európai Bizottságnak.

## Tartalma
A javaslatcsomag eredetileg összesen 15 intézkedést ajánlott az Európai Unió számára nyelvi, oktatási, kulturális kérdésekben, a regionális politikában, a kisebbségek európai parlamenti jelenlétének kérdésében, a diszkriminációellenesség, a médiaszabályozás és a támogatáspolitika területén. Végül egy hosszas jogi procedúra után a következő 9 javaslat mellett engedélyezte az Európai Bizottság az aláírásgyűjtést:
- Egy új EU-s ajánlás megfogalmazása a kulturális és nyelvi sokféleség védelméért és előmozdításáért az EU-ban
- Az EU-s támogatási programok módosítása úgy, hogy azok a kis régiókban élő és kisebbségi nyelvet beszélő közösségek számára is elérhetőek legyenek
- Nyelvi Sokféleségi Központ létrehozása
- A regionális alapok megtervezésekor vegyék figyelembe a nemzeti kisebbségek helyzetét, illetve a kulturális és nyelvi sokféleség szerepét
- A Horizont 2020 program terjedjen ki a  nemzeti kisebbségek és a kulturális és nyelvi sokféleség vizsgálatára
- Egységes európai szerzői jog létrehozása
- Az állampolgársághoz kapcsolódó jogok kiterjesztése az olyan állam nélküli személyekre és családtagjaikra, akik egész életüket a születésük  helyének  megfelelő országban élték le
- Az audiovizuális médiaszolgáltatásról szóló EU-s irányelv módosítása úgy, hogy a nemzeti kisebbségek által lakott régiókban biztosítsa a más tagállamból sugárzott tartalmak szabad vételét
- A kisebbségi közösségeket és kultúrájukat támogató tevékenységek tömbösített felmentése az Európai Bizottság felé történő ama értesítési kötelezettség alól, ami a regionális vagy tagállami segély és a segélyekre vonatkozó tagállami szabályzat összeférhetőségéről szól

## Története
2011-ben az Európai Nemzetiségek Föderatív Uniója (angolul Federal Union of European Nationalities, FUEN), a Romániai Magyar Demokrata Szövetség (RMDSZ), a Dél-Tiroli Néppárt (németül Südtiroler Volkspartei, SVP) és az Európai Nemzetek Ifjúsága (Youth of European Nationalities ) közösen egy kisebbségvédelmi európai kezdeményezést indítottak. Egy év alatt összegyűlt a szükséges egymillió aláírás. A 2013. július 16-án benyújtott európai kezdeményezés bejegyzését az Európai Bizottság (EB) 2013. szeptember 13-án elutasította, mert úgy ítélte meg, hogy a javasolt szabályozás nem tartozik jogalkotási hatáskörébe, azt tagállami szinten kell megvalósítani. A bizottság elismerte, hogy a kisebbségekhez tartozó személyek jogainak a tiszteletben tartása az unió egyik értéke, de hozzátette, sem az EU szerződése, sem az EU működési szerződése nem nyújt törvényes alapot a kisebbségekhez tartozó személyekkel kapcsolatos jogalkotáshoz. Az RMDSZ szerint az EB politikai döntést hozott.
A FUEN 2013. november 25-én megtámadta az elutasító döntést az Európai Közösségek Bíróságánál, mert a bizottság nem vette figyelembe a kezdeményezés mellékleteként benyújtott intézkedéscsomagot és azt a védzáradékot sem, amely az intézkedés különböző elemeinek felhasználását teszi lehetővé. 2014-ben Szlovákia és Románia az EB, Magyarország pedig a kezdeményezők oldalán kérte, hogy beléphessen a perbe. A román kormány döntése miatt koalíciós feszültség keletkezett, és Kelemen Hunor, az RMDSZ elnöke lemondott a harmadik Ponta-kormányban betöltött miniszterelnök-helyettesi és miniszteri pozíciójáról. 2017. február 3-i ítéletében a törvényszék megsemmisítette a korábbi határozatot, majd az Európai Bizottság 2017. március 29-én kedvező döntést hozott az európai polgári kezdeményezés részleges bejegyzéséről, mely kilencet tartalmaz az eredeti tizenegy javaslatból. Az aláírások összegyűjtése 2017. május 19-én kezdődött. 2017. június 28-án a romániai Grindeanu-kormány az Európai Bíróságon pert indított az Európai Bizottság ellen és a Minority SafePack bejegyzését rögzítő határozat megsemmisítését kérte.
Magyarországon a Jobbik Magyarországért Mozgalom, a Lehet Más a Politika az Együtt és a Fidesz támogatja a kezdeményezést.
A kezdeményezés szervezői sikeresen összegyűjtötték a megfelelő mennyiségű aláírást a határidő lejára előtt. Kellő mennyiségű aláírás gyűlt össze Magyarországon, Romániában, Szlovákiában, Szlovéniában, Horvátországban, Észtországban, Lettországban, Spanyolországban és Olaszországban is.

## Külső hivatkozások
- Jogaink.eu – Az RMDSZ által készített honlap
- Minority-safepack.eu – A FUEN által készített honlap (angolul)
- Nem vagy egyedül: Egymillió aláírás Európa sokféleségéért – Fuen.org
- Minority SafePack Initiative PDF
- Minority SafePack PDF (angolul)
- Ismertető PDF – Fuen.org (angolul)
- A Minority SafePack Facebook-oldala
- Mit jelent a Minority Safepack? Archiválva 2014. augusztus 8-i dátummal a Wayback Machine-ben – Pannon Hírnök, 2014. július 16.